# MTVA (Hungary)
MTVA hay Médiaszolgáltatás-támogató és Vagyonkezelő Alap là tổ chức phát sóng công cộng quốc gia thuộc sở hữu của chính phủ Hungary.